# Comté de Jefferson (Oklahoma)
Pour les articles homonymes, voir Comté de Jefferson.
Le comté de Jefferson est un comté situé au sud de l'État de l'Oklahoma, aux États-Unis. Le siège de comté est la ville de Waurika. Selon le recensement de 2000, sa population est de 6 818 habitants.

## Comtés adjacents
|                     | Comté de Stephens       | Comté de Carter |
| Comté de Cotton     | comté de Jefferson      | Comté de Love   |
| Comté de Clay Texas | Comté de Montague Texas |                 |

## Principales villes
- Addington
- Cornish
- Hastings
- Ringling
- Ryan
- Sugden
- Terral
- Waurika